# Sant'Arcangelo Trimonte
Sant'Arcangelo Trimonte là một đô thị ở tỉnh Benevento trong vùng Campania, có vị trí khoảng 70 km về phía đông bắc của Napoli và khoảng 13 km về phía đông của Benevento. Tại thời điểm ngày 31 tháng 12 năm 2004, đô thị này có dân số 640 người và diện tích là 9,8 km².
Sant'Arcangelo Trimonte giáp các đô thị: Apice, Buonalbergo, Paduli.